# Повість про Поділля
Повість про Поділля — пам'ятка литовсько-руського літописання першої половини XV століття. Написана, імовірно, у 1430—1435 роках у Вільні в середовищі панівних кіл Великого князівства Литовського. Автором, найімовірніше, був православний мирянин, служитель великолитовської канцелярії князя Свидригайла Ольгердовича. Поміщена в Білорусько-литовському літописі 1446 року та наприкінці «Літописця великих князів литовських». У XVI ст. включена у третю розширену редакцію білорусько-литовських літописів: зустрічаємо «Повість» у «Хроніці Великого князівства Литовського і Жемайтійського» та у Хроніці Биховця.
Основний зміст «Повісті» охоплює історію Подільської землі другої половини XIV ст. — першої третини XV ст., історія її долучення до Литовсько-Руської держави. Створена як політичний документ, метою якого ставилось обґрунтування прав Великого князівства на Поділля та засудження політики польських феодалів, які після смерті Вітовта захопили Західне Поділля. Події та факти, викладені в повісті, загалом відповідають дійсності. Написана старобілоруською мовою без дат, вирізняється публіцистичним стилем і світським характером змісту.
Також є важливим джерелом до історії України XIV—XV століть. Зокрема, вона є першим джерелом, в якому детально описано освоєння Поділля Коріятовичами та битву на Синіх Водах.